# Skye Blue
Skye Blue (Morristown, 30 luglio 1961) è un'ex attrice pornografica e regista pornografica statunitense.

## Biografia e carriera
Ha iniziato a ballare nel 1988 a Las Vegas al Palomino Club dopo aver lavorato come tecnico delle luci. Successivamente è diventata la migliore amica della collega Summer Cummings con cui ha girato oltre 100 scene insieme. Si è, poi, orientata come regista lavorando per case di produzione quali la Jill Kelly Production, Penthouse, Wicked Pictures, Adam & Eve ed altre.
Dopo la fine della carriera da attrice, è diventata fondatrice nonché presidente della Platinum Blue Productions con la quale ha prodotto numerosi documentari a tema sessuale. Nel 2008 è stata inserita nella Hall of Fame degli AVN Awards.

## Riconoscimenti
- AVN Awards
  - 2008 – Hall of Fame[5]